# Roni Dalumi
Roni Daloomi (en hebreo: רוני דלומי) es una cantante israelí nacida en Ómer, Israel, el 15 de septiembre de 1991. Es ganadora de la séptima edición de Kojav nolad (Nace una estrella) y del Operación Triunfo israelí, a pesar de recibir duras críticas de los jueces durante todo el programa.
Daloomi comenzó a cantar cuando tenía 12 años de edad, después de 7 años bailando en la Compañía de baile Bat-Dor en Beer Sheva. Fue coronada por los medios del sur de Israel como Estrella prometedora del sur. Como ella rememora, cuando le dijo a su familia que quería ser cantante ellos se sintieron mal por ella porque no sabían que ella podía incluso componer canciones.
Participó en varios concursos en Israel y en el extranjero, obteniendo el primer lugar en cada ocasión, y participó en Shir Nolad, un festival de canción infantil, en 2006.
Daloomi está trabajando actualmente en su primer sencillo con el ganador de la sexta edición de Kojav Nolad, Israel Bar-On y protagonizará una comedia de situación. La serie que se llamará "El programa de Roni Daloomi" y está producido por los productores Kojav Nolad y Daloomi se interpretará a sí misma.